# Robert Leinweber

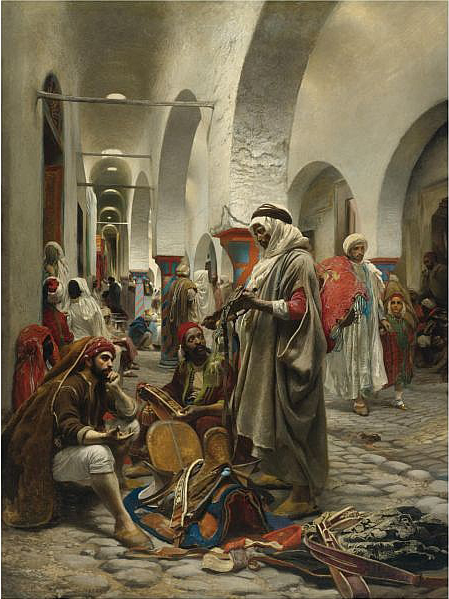
Tunesische Marktszene

Anton Robert Leinweber, tschechisch Antonín Robert Leinweber (* 7. Februar 1845 in Böhmisch Leipa, Königreich Böhmen; † 21. Dezember 1921 in München), war ein deutscher Maler und Illustrator tschechischer Abstammung.

## Leben
Als Sohn eines Oberrealschullehrers geboren, machte Leinweber in Prag und Wien ein Ingenieurstudium, das er jedoch nicht abschloss. Während seines Studiums wurde er 1863 Mitglied der Wiener akademischen Burschenschaft Olympia, aus der er jedoch schon 1864 ausgeschlossen wurde. Danach ging er an die Akademie der Bildenden Künste München zum Studium der Malerei; und nach Prag sowie an die Akademie der Bildenden Künste in Dresden.
Er verbrachte viele Jahre in Nordafrika, insbesondere in Tunesien. Er schuf gemeinsam mit Philip Grot Johann und Hermann Vogel Illustrationen zu den Kinder- und Hausmärchen der Brüder Grimm. Leinweber schuf auch zahlreiche Bibelillustrationen, die unter dem Titel Die heilige Schrift auch als Ansichtskarten in 10 Serien zu je 12 Motiven veröffentlicht wurden und so weite Verbreitung fanden.